# Principle Of My Soul
《Principle Of My Soul》是韓國四人組合Brown Eyed Soul的主唱NAUL（韓語：나얼），出道歌壇13年後正式於2012年9月20日由LOEN Music發行的首張正規專輯。甫公開專輯10首歌曲的音源立刻於1個小時內攻占韓國主要音源網第一至第十名的All Kill優異成績，展現NAUL不亞於時下偶像歌手的音樂魅力。

## 專輯概要
身為Brown Eyed Soul的靈魂主唱NAUL，一直以來被韓國音樂圈視為引領非洲靈魂樂的先鋒音樂家。且作為一名創作者出色的詞曲編譯能力與出眾的演唱實力，均是成就NAUL在韓國音樂圈獨一無二不可或缺的價值所在。於是在擁有演唱靈魂樂最好的歌手、抒情旋律的詞曲、和諧的合聲、正規的節奏、豐富多元的配樂與誠心的情感交流及深入人心的歌詞創作下，等待已久的NAUL個人專輯在他出道13年後正式呈現在眾人眼前。首張個人正規專輯命名為〈Principle Of My Soul〉則是希望聽者藉由此張專輯的音樂讓靈魂感受最大幅度的治癒。以使人能感受具有治癒性靈魂樂為概念而定名。並傳遞給已經厭倦了現代社會的大眾一個舒適和放鬆的時空為目的製作的音樂作品。
專輯排除人工模擬的數位效果，特地復古使用了類比的磁帶，純粹收錄NAUL豐富情感和溫暖的磁性嗓音，當中第一首曲目「Soul Fever」及第三首曲目「You & Me」是使用過去的錄音方式利用磁帶錄音演繹出另一種溫暖的感覺再搭配濃郁的配樂增加專輯的完整度。第二首曲目則是回到過去Naul童年時代著迷的20世紀70年代到80年代，直至20世紀90年代復古的RnB歌曲作為襯底樂，通過Naul的音樂靈魂和聲音繽紛的色彩突破時間和空間展現了不同的視聽享受。主打歌曲「風之記憶」則是表達了對人的美好訊息，並且在歌詞中寫進NAUL本人親身經歷的內容。全輯以融合過去和現代多元的音樂性完善了NAUL所要表達的音樂靈魂。
此外整張專輯皆由NAUL本人全權製作，包含十首曲目的詞曲創作、音樂錄影帶概念、專輯封面亦由本人繪畫。分為限量盤及普通盤，限量盤另附贈海報、EP(甜甜圈Long-playing)、THOMSON貼紙2張、明信片4張、Long-playing連接器，規格為220x220x30mm。 

### 音樂錄影帶
專輯首波宣傳短片於9月2日公開，畫面透過自然和田園的感覺，表達對過去的感性。9月9日則公開第二波宣傳短片，聳立著摩天大樓的城市掀起序章。並剪輯進主打歌曲《風之記憶》的精彩片段。NAUL所屬經紀公司Santa Music方面表示「分兩次公開的宣傳短片是為展現過去和現在相對比的形象。」此外，韓國MBC TV情景劇《Stand By》的男演員李己雨、女演員鄭恩彩，則分別在《風之記憶》MV中擔任男女主角。9月19日公開的完整版音樂錄影帶中展示了令人驚嘆的景觀，如畫般廣闊的大地，奔騰的駿馬和連綿起伏的丘陵。長笛的旋律恰如其分地詮釋影像，賦予了它空靈的意境，透過畫面還可以看到一個慈愛的父親與女兒的溫暖親情。

### 造型
9月3日公開的首張預告海報是為表達Naul的童年歲月。9月7日公開的第二張預告海報與之前發表的造型相同都是Naul戴著墨鏡，穿西裝的照片此次則代表他在音樂上的進步和成長，展現過去和現在的自我。第二張海報還透露了Naul的專輯訊息，上面寫著：9.20的發行日期、專輯的名稱〈Principle Of My Soul〉和主打歌曲「風之記憶」等內容。

## 曲目
| 1. Soul Fever 。四分二十二秒 - 由1970年代曾在美國受到許多人喜愛的樂器靈魂樂揭開樂章，費城交響樂的代表演奏團MFSB的律動和讓人聯想到隨興歌頌的異國情調樂聲通過盤式磁片的錄音紀錄完成了歌曲。 2. 記憶節奏（韓語：기억리듬） 。五分 - 1970年代當時正風靡的流行靈魂樂代表曲。是首悅耳柔軟且濃郁被稱之為「Mellow groove」的樂曲，Naul這首歌曲讓人聯想到了Jacksons的氛圍。 3. You & Me 。四分零七秒 - 呈現1970年代的經典Philly Soul(費城靈魂樂)。在讓人聯想起Stylistics具有破壞力的假音中仍能感受到Naul聲音的巨大力量。 4. My Girl 。四分零五秒 - 1980年代的流行樂開創了新的基盤。藉由當時最夯的Toto樂交叉編程和融合樂曲創造出時尚氣息濃厚的曲風，融入具有吸引力的類麥可·傑克森聲音合成全新的音樂歌曲。 5. Missing You 。四分零四秒 - 使用原聲吉他彈出新穎清脆的聲音，Naul介紹這首歌曲是在下雨天聽的好歌，在寫歌詞的過程中沒有進展轉而觀賞電影建築學概論在才剛結束的情節中捕捉到了清新的愛情感覺。 | 1. Love Dawn 。兩分四十三秒 - 在平緩且舒服的樂曲中加進了電子樂。在本人進行的廣播節目 [Naul的音樂世界]首次公開原來是新專輯的新曲。Naul介紹這首歌是能在黎明中與之融合的歌曲。 2. 風之記憶（韓語：바람기억） 。五分零八秒 - 含有Naul自身故事的歌詞，Naul坦率地感染力令人留下深刻的感動。幸虧在比平常稍微高的音調失誤下才更加感覺這首歌曲的感染力與真實性。 3. 離別開始（韓語：이별시작） 。四分三十四秒 - 是首感受1990年代 R&B的歌曲。內容含有與舊情人離別的同時也是首呈現起承轉合為例子很好的音樂曲目。 4. 我依然..（韓語：여전히 난） 。四分二十九秒 - 為了Brown Eyed Soul的歌迷們紀念一直以來支持的歌曲。藉著融合進飄下落葉的秋天氣氛呈現後奏的和聲魅力新曲。特別使用了在近期歌謠中無法聽見的16節間奏製作。 5. Stone Of Zion 。五分二十秒 - 是Naul告白信仰的讚揚歌曲。希望通過這歌曲讓越來越多人都能接受到Naul具有治癒效果的歌聲。 |

## 成績

### 音源排名
| 歌曲          | 最高排名 | 最高排名 | 最高排名 | 最高排名   | 最高排名 | 最高排名 | 最高排名 | 最高排名        | 最高排名 |
| 歌曲          | Mnet     | melon    | bugs     | ollehmusic | Naver    | Gaon     | Daum     | Billboard Korea |          |
| ------------- | -------- | -------- | -------- | ---------- | -------- | -------- | -------- | --------------- | -------- |
| Soul Fever    | 4        | 6        | 7        | 2          | 4        | 26       | 6        | 27              |          |
| 記憶節奏      | 2        | 2        | 3        | 3          | 2        | 12       | 2        | 15              |          |
| You & Me      | 3        | 4        | 6        | 4          | 3        | 21       | 5        | 17              |          |
| My Girl       | 7        | 7        | 8        | 5          | 6        | 24       | 10       | 22              |          |
| Missing You   | 4        | 4        | 4        | 5          | 4        | 8        | 8        | 6               |          |
| Love Dawn     | 9        | 11       | 9        | 9          | 9        | 29       | 9        | 32              |          |
| 風之記憶      | 1        | 1        | 1        | 1          | 1        | 1        | 1        | 1               |          |
| 離別開始      | 5        | 6        | 2        | 7          | 7        | 13       | 7        | 10              |          |
| 我依然..      | 8        | 9        | 5        | 8          | 8        | 16       | 3        | 16              |          |
| Stone Of Zion | 10       | 13       | 10       | 10         | 10       | 27       | 2        | 30              |          |

1. 以上排名除Gaon、Billboard Korea為單週最高排名外其餘均以發行當日即時排名為準
2. 2012年Billboard Korea K-Pop Hot 100（页面存档备份，存于）年榜歌曲〈風之記憶〉獲得名次為第25名

### 專輯排名
| 專輯                 | 最高排名 | 最高排名 | 當月銷量 |
| 專輯                 | Gaon     | Gaon     | 當月銷量 |
| 專輯                 | 週       | 月       | 當月銷量 |
| -------------------- | -------- | -------- | -------- |
| 專輯                 | 2        | 4        | 31,800   |
| Principle Of My Soul | 2        | 4        | 31,800   |

### M/V排名
| 2 | 3 | 1 | 4 |          |
| 2 | 3 | 1 | 4 | 風之記憶 |

以風之記憶“完整版本”排名為準，不包含預告版本

## 發行歷史
| 國家 | 日期          | 發行方式     | 發行公司                 |
| ---- | ------------- | ------------ | ------------------------ |
| 南韓 | 2012年9月20日 | 數位下載、CD | LOEN Music / Santa Music |